# An Tức
An Tức là một xã thuộc huyện Tri Tôn, tỉnh An Giang, Việt Nam.

## Địa lý
Xã An Tức nằm ở trung tâm huyện Tri Tôn, có vị trí địa lý:
- Phía đông giáp xã Núi Tô
- Phía tây giáp xã Lương An Trà
- Phía nam giáp xã Ô Lâm
- Phía bắc giáp xã Lương Phi.

Xã An Tức có diện tích 27,63 km², dân số năm 2019 là 5.702 người, mật độ dân số đạt 206 người/km².

## Hành chính
Xã An Tức được chia thành 4 ấp gồm: Ninh Hòa, Ninh Lợi, Ninh Thạnh, Ninh Thuận.

## Giao thông
Tuyến đường giao thông chính: Tuyến N2 (Điện Biên Phủ) và tuyến đường ĐT15.

## Di tích - Thắng cảnh
Đồi Tức Dụp

## Lịch sử
- Quyết định 56-CP[4] ngày 11 tháng 03 năm 1977 của Hội đồng Chính phủ, hợp nhất huyện Tri Tôn và huyện Tịnh Biên thành một huyện lấy tên là huyện Bảy Núi, xã An Tức thuộc huyện Bảy Núi.
- Quyết định 181-CP[5] ngày 25 tháng 04 năm 1979 của Hội đồng Chính phủ điều chỉnh địa giới và đổi tên một số xã và thị trấn huyện Bảy Núi thuộc tỉnh An Giang, xã An Tức đổi tên thành xã An Ninh.
- Quyết định 300-CP[6] ngày 23 tháng 08 năm 1979 của Hội đồng Bộ trưởng chia chia huyện Bảy Núi thành hai huyện lấy tên là huyện Tri Tôn và huyện Tịnh Biên, xã An Ninh thuộc huyện Tri Tôn.
- Sau này, xã An Ninh được đổi tên lại thành xã An Tức[cần dẫn nguồn].